# 회생 제동
회생 제동(回生制動), 또는 전력 회생 브레이크는 토크력으로 움직이고 있는 전동기가 폐회로 상태가 됐을 때의 관성력을 이용해 바퀴 등에 달려 있는 회전자를 돌려 전동기를 발전기 기능으로 작동하게 함으로써 운동 에너지를 전기 에너지로 변환해 회수하여 제동력을 발휘하는 전기 제동 방법을 통칭하는 말이다. 발전시의 회전저항을 제동력으로서 이용할 수도 있다.

## 철도
철도에서는, 전동차나 전기 기관차의 주전동기로 발전해 발생한 전기 에너지는 가선을 통해 송전한다. 이를 통해 열차의 소비전력을 감소(역행 시간과 제동 시간으로 상쇄)시킬 수 있으며, 터널 내 온도 상승 문제도 줄일 수 있다. 이로 인하여 신형 전동차 대부분이 이 회생 제동을 채용하고 있다.
회생 제동을 사용하기 위해서는 발생된 전기 에너지를 소비해 줄 수요처가 필요하며, 전기 에너지 특성상 발생한 전기 에너지가 바로 소비되지 않으면 제동력이 발생하지 않는 현상(회생 실효)이 발생하게 된다. 이로 인하여 주변에 역행 차량이 없거나, 가선의 전압이 안정되지 않은 경우에 안정된 제동성능을 확보할 목적으로 발전 제동을 병설한 차량이 개발되었으며, 이 경우 어느 정도 속도가 떨어지면 회생 브레이크를 발전 브레이크로 전환하는 타입과 회생 브레이크를 사용하면서 전압이 낮은 쪽을 발전 브레이크와 병용하는 브레이크 초퍼 타입이 있다. 또, 전압이 안정되지 않은 경우에도 안정된 전력을 생산하는 벡터 제어의 차량도 나와 있다.

### 영속도 회생제동
전동차가 소음 없이 정위치에 정차하는 전기제동 기술로, 현대로템이 국내 최초로 개발했다. 기존 전동차는 저속에서 회생제동의 정확한 제어를 하기 어려워 제동패드의 마찰로 정차하는 공기제동 기술을 사용한다.
영속도 회생제동 기술은 전동차의 정차 시점까지 회생제동을 지속 사용한다. 전기제동을 유지하고 회생제동 구간을 늘려 연간 917MWh의 소비전력을 절약할 수 있다. 제동패드의 사용률이 줄어듬에 따라 유지보수 비용을 낮출 수 있으며, 연간 419kg의 미세먼지를 저감한다. 이산화탄소 배출량은 연간 약 407t을 저감시킬 수 있다. 또한 열차의 감속도가 일정해 정위치 정차가 가능하고, 정차 소음까지 차단할 수 있다. 승차감 역시 개선된다. 현재 서울 2호선 전동차 214량과 튀르키예 이스탄불 M7에 적용 중이다.

## 자동차
자동차에서는 수소연료전지 자동차나 배터리식 전기 자동차에 주로 쓰이며 가속페달을 떼면 회생제동 기능이 작동하여 내장된 배터리에 충전된다.

### 스마트 회생제동 시스템
레이더를 활용하여 도로 경사 및 전방 차량의 속도, 거리 차이를 분석해 자동차가 스스로 회생제동량을 결정하는 시스템이다. 스마트 회생제동 시스템을 사용할 경우, 차량을 운행하는 데 있어 앞차와의 간격이 줄어들면 운전자가 풋브레이크나 패들쉬프트를 조작하여 속도를 줄이지 않아도 자동으로 회생제동을 걸어 감속시켜준다. 이를 통해 불필요한 브레이크 조작이 약 80% 이상 줄어 운전자의 피로도가 낮아진다. 또한, 불필요한 가감속을 피하기에 실제 연비를 약 1.7% 개선할 수 있다.

#### 활성화
1. 자동차의 속도가 10km/h 이상일 때 우측 패들을 1초 이상 당기면 활성화된다. 계기판에 AUTO라는 흰색 문구가 뜨고, 문구의 색이 파란색으로 바뀌면 스마트 회생제동 시스템이 작동되고 있다는 뜻이다. 도로 경사가 변할 때, 전방 차량과의 차간거리가 감소하거나 증가할 때, 전방 차량의 속도가 감소하거나 증가할 때만 스마트 회생제동 시스템이 작동하고, 그 외 상황에서는 작동하지 않는다.
2. 시동을 킨 상태에서 「P」(주차) 단으로 변속하고 계기판 「사용자 설정 → 편의 → 스마트 회생 시스템」 을 선택한다.

## 같이 보기
현대로템
현대자동차그룹